# Notolomatia mitis
Notolomatia mitis är en tvåvingeart som först beskrevs av Friedrich Hermann Loew 1860.  Notolomatia mitis ingår i släktet Notolomatia och familjen svävflugor. Inga underarter finns listade i Catalogue of Life.